# Tom Franklin
Tom Franklin (Fresno, 23 ottobre 1950) è un giocatore di poker statunitense.

## Biografia
La sua carriera da giocatore professionista di poker iniziò negli anni settanta. Alle WSOP 1990 arrivò per la prima volta ITM nel Main Event delle WSOP concludendo il torneo in 24ª posizione. Franklin vinse il braccialetto WSOP alle WSOP 1999 all'evento $2.500 Limit Omaha.
Al gennaio 2012 le sue vincite totali nei tornei live superano i $2.600.000, di cui $985.084 derivanti esclusivamente dalle WSOP.

## Braccialetti WSOP
| Anno | Torneo             | Premio   |
| ---- | ------------------ | -------- |
| 1999 | $2.500 Limit Omaha | $104.000 |